# Agulla de llengüeta

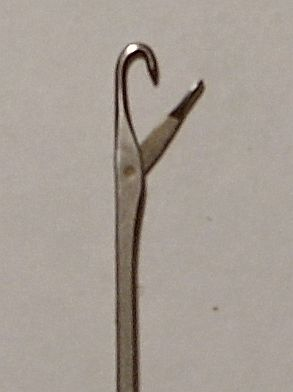
Cap d'una agulla de llengüeta

L'agulla de llengüeta és un element indispensable per a poder teixir malles de punt amb les màquines tricotoses. La invenció de l'agulla de llengüeta, va permetre poder mecanitzar el teixit de punt, tenint un paper molt important en l'èxit de la màquina de teixir circular, dissenyada per l'inventor Mac Nary, que va desenvolupar una màquina de teixir circular amb moviment alternatiu.
L'invent de la llengüeta doble per part de Durand el 1881 va permetre la capacitat de poder teixits de gènere de punt amb mostres estampades d'esquerra a dreta .

## Ús

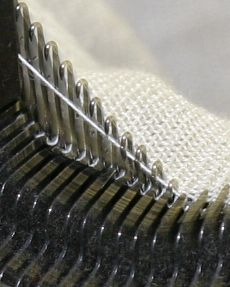
Agulles de llengüeta en una màquina de tricotar circular

A les màquines de teixir, tant circulars com planes, l'agulla de llengüeta és necessària perquè la vora del teixit es crea teixint el fil de la trama.
Les agulles de llengüeta es poden utilitzar en màquines tricotoses (tant les màquines de teixir circulars i planes) així com en màquines de teixir per ordit (especialment les màquines Raschel). Si les agulles es poden moure individualment (per exemple, dins d'un canal d'agulla), llavors es tracta d'una màquina tricotosa. En canvi en les màquines de teixir, les agulles es mantenen fermament subjectades sobre una barra d'agulles i només es poden moure totes juntes.

## Patents
| data      | país                | inventor                          | anotació |
| --------- | ------------------- | --------------------------------- | --- |
| 1806      | França              | Pierre Jean-deau                  | Primera patent per a una agulla de tancament (també coneguda com a agulla de got) sense cap exemple d'ús pràctic. |
| 1847-1849 | Anglaterra          | Matthew Townsend (Leicester)      | Latch needle (agulla de pestell en anglès, tumbler, agulla d'acció automàtica) |
| 1858      | Alemanya            | Lembcke i Gottlebe (Wittgensdorf) | Agulla tubular i agulla de doble tancament |
| 1859      | Anglaterra Alemanya |                                   | Cadena de seguretat amb agulles de pestell (Apolda) desenvolupada com a "màquina Raschel" |
| 1863      | Estats Units        | Isaac Wixom Lamb                  | Principi bàsic d'una màquina de teixir plana amb agulles de pestell. Marc de teixir de llit doble: les agulles estan disposades en un angle d'uns 90° entre si. Amb la seva màquina de teixir plana accionada a mà, era possible produir ràpidament articles tubulars i dret/dret. |
| 1865      | Anglaterra          | Clay                              | Màquina de teixir circular amb agulles de doble tancament (permet la producció de teixits de punt amb estampats de revés/revers) |
| 1881      |                     | Armand Durand                     | Agulla composta de tubs tubulars anglesos i agulles de doble pestell |
| 1890/1900 | Alemanya            | Empresa CA Roscher (Mittweida)    | Cadira rodona anglesa amb agulles de pestell mòbils individualment |